# Het gala van de gouden K's 2014
Op Het gala van de gouden K's van 2014 op 18 januari 2015 werden de gouden K's toegekend tijdens een door de VRT op Ketnet rechtstreeks uitgezonden televisieprogramma. De presentatie was in handen van de Ketnet-wrapper.

## Genomineerden en winnaars 2014
Hieronder de volledige lijst van genomineerden in elke categorie. De winnaars zijn in het vet aangeduid.
| Categorie                         | Genomineerden |
| --------------------------------- | --- |
| Vrouwelijke muzikant van het jaar | Laura Omloop Charlotte Leysen Natalia Laura Tesoro |
| Mannelijke Muzikant van het jaar  | Regi Netsky Stromae Gers Pardoel |
| Band van het jaar                 | 2 Fabiola K3 De KetnetBand Dimitri Vegas & Like Mike |
| Song van het jaar                 | Kadanza van Charlotte Leysen Happy van Pharrell Williams Ta fête van Stromae Let It Go van Demi Lovato                                                  |
| Mannelijke TV-Ster van het jaar   | Juan Gerlo als Jonas in Ghost Rockers Sander Provost als Wout in D5R Tom Waes als presentator van De Blacklist Jeremy Vandoorne als Xavier in ROX       |
| Vrouwelijke TV-ster van het jaar  | Jana Geurts als Olivia in ROX Lauren De Ruyck als jurylid in Junior musical Tinne Oltmans als Mila in Ghost Rockers Jamie-Lee Six als Amber in D5R      |
| Babe van het jaar                 | Lauren De Ruyck Charlotte Leysen Natalia Jana Geurts |
| Hunk van het jaar                 | Niels Destadsbader Dries Mertens Leonard Muylle Sieg De Doncker                                                                                         |
| Bioscoopfilm van het jaar         | Rio 2 Frozen De LEGO Film K3 Dierenhotel |
| Ketnet-programma van het jaar     | Ketnet King Size Kleine handen in een grote oorlog Helden Junior Musical                                                                                |
| Ketnet-reeks van het jaar         | Ghost Rockers ROX D5R GoGoGo! |
| Ketnet-tekenfilm van het jaar     | De avonturen van Kika & Bob Wickie De Viking Peter Pan Kratts In Het Wild                                                                               |
| Game van het jaar                 | Minecraft Subway Surfers Mario Kart 8 Clash of Clans |
| Hype van het jaar                 | Loomen Rode Duivels Move tegen Pesten Wauters vs. Waes                                                                                                  |
| Sportmoment van het jaar          | De Yellow Tigers op het WK volleybal Bart Swings op de Olympische Winterspelen Rode Duivels op het WK voetbal Seppe Smits op de Olympische Winterspelen |

## Meeste nominaties & awards
Nominaties
- 3: Ghost Rockers, D5R, Charlotte Leysen, Rox
- 2: Rode Duivels, Stromae, Tom Waes

Winnaars
- 2: Rode Duivels

2013 · 2014 · 2015 · 2016 · 2017 · 2018 · 2019 · 2020 · 2021 · 2022 · 2023 · 2024